# Bronisława Kawalla
Bronisława Kawalla, Bronisława Maria Kawalla-Ryszka (ur. 11 czerwca 1943 w Krakowie) – polska pianistka, zwyciężczyni Międzynarodowego Konkursu Bachowskiego w Waszyngtonie w 1975 roku, pedagog, profesor zwyczajna sztuk muzycznych.

## Życiorys
Pochodzi z rodziny o dużych tradycjach muzycznych. W roku 1967 ukończyła z wyróżnieniem Akademię Muzyczną w Warszawie, gdzie następnie została zatrudniona. W latach 1970–1971 studiowała w Paryżu u Nadii Boulanger, Monique Haas i Philippe’a Entremonta w Académie Internationale de Maurice Ravel. Wśród wypromowanych przez nią doktorów znalazł się Stefan Łabanowski.
Występowała jako solistka w salach koncertowych Europy, Kanady, USA, Azji i Ameryki Łacińskiej. Grała między innymi na festiwalach międzynarodowych w Bratysławie, Mariańskich Łaźniach, Dusznikach, Cheltenham i Baltimore. Koncertowała z orkiestrą Filharmonii Narodowej, Wielką Orkiestrą Symfoniczną Polskiego Radia i Telewizji w Katowicach (obecnie Narodową Orkiestrą Polskiego Radia), Berliner Sinfonie Orchester, Orkiestrą Radia i Telewizji w Dublinie i innymi.
Zapraszana do prowadzenia wykładów i kursów mistrzowskich dotyczących interpretacji Chopina przez uczelnie muzyczne USA, Wielkiej Brytanii, Japonii, Niemiec, Hiszpanii i Szwajcarii.
Nagrała kilka płyt – wśród nich Wariacje Goldbergowskie Johanna Sebastiana Bacha, kilka płyt z utworami Fryderyka Chopina i dwie z muzyką fortepianową XX wieku.
Zajmuje się również działalnością społeczną, członkini zarządu Towarzystwa im. Karola Szymanowskiego w Zakopanem, prezeska Towarzystwa im. Fryderyka Chopina.
W 2011 roku, z okazji Święta Uniwersytetu Muzycznego Fryderyka Chopina, otrzymała Krzyż Kawalerski Orderu Odrodzenia Polski.

## Dyskografia
- Polskie rodziny muzyczne. Bronisława, Szymon, Stanisław Kawalla (1986, LP) – z Szymonem, Stanisławem i Joanną Kawallami[6]
- Johann Sebastian Bach Goldberg-Variationen (1990, LP, MC)[7]
- Kawalla plays Bach (1990, CD)[8]  PNCD 055
- Chopin (2001, CD)[9]